# 嚴天祥
嚴天祥（1514年—1549年），字叔善，號雙洲，陝西西安府同州朝邑縣人，軍籍，明朝政治人物。

## 生平
嘉靖十九年庚子科（1540年）陝西鄉試第六名舉人。嘉靖二十三年（1544年）中式甲辰科進士。刑部观政，任山西绛县知县。以治绩，嘉靖二十七年（1548年）征为四川道試監察御史，明年實授，不久病逝，年三十六。

## 家族
曾祖嚴恪；祖父嚴鳳；父嚴堯黼，母李氏。具庆下。弟嚴天祺。弟严天祐，贡士。